# بختیاری (طایفه)
بختیاری های سیستان، از طوایف قدیمی سیستان می‌باشد. بر اساس نوشته جی.پی. تیت، در کتاب سیستان و به استناد گفته ارباب سیف الدین ارباب زئی و ملک محمد عظیم خان کیانی، طایفه بختیاری تا سقوط زاهدان کهنه (توسط تیمور) در سیستان اقامت داشته‌اند.
دروازه طایفه ی بختیاری که آثار آن در ضلع جنوبی زاهدان کهنه باقی است، تنها خاطره بازمانده از این طایفه‌است. به اعتقاد جی. پی. تیت، طایفه ی بختیاری‌ در ناحیه دهوار یا هامون زندگی می‌کردند.این ناحیه تا قرن چهاردهم میلادی، قسمتی از محدوده سیستان بوده‌است.
لشکرمغول ابتدا در خراسان و سپس تا سیستان و یزد وفارس را مورد تهاجم قرار داده بودند. در نتیجه طایفه ی بختیاری‌ به علت ناامن بودن منطقه به مکان دیگری کوچ کردند و بعد از این که این گروه توسط امیرتیمور از بین رفت،طایفه ی بختیاری‌ مجدداً به سیستان بازگشتند و تاکنون نیز در این منطقه سکونت دارند.